# Emmy do Primetime de melhor atriz coadjuvante em minissérie ou telefilme
O Emmy do Primetime de Melhor Atriz Coadjuvante em minissérie ou filme para televisão é um prémio oferecido pelos organizadores do Emmy Awards que honra as melhores interpretações de uma atriz num papel coadjuvante em minissérie ou telefilme.

## Década de 1970
- 1975: Juliet Mills - QB VII como Samantha Cady[3]
  - Eileen Heckart - Wedding Band como Herman's Mother
  - Charlotte Rae - Queen of the Stardust Ballroom como Helen
  - Lee Remick - QB VII como Lady Margaret
- 1976: Rosemary Murphy - Eleanor and Franklin como Sara Delano Roosevelt[4]
  - Lois Nettleton - Fear on Trial como Nan Claybourne
  - Lilia Skala - Eleanor and Franklin como Mlle. Souvestre
  - Irene Tedrow - Eleanor and Franklin como Mary Hall
- 1977: Diana Hyland (póstumo) - The Boy in the Plastic Bubble como Mickey Lubitch[5]
  - Ruth Gordon - The Great Houdini como Cecilia Weiss
  - Rosemary Murphy - Eleanor and Franklin: The White House Years como Sara Roosevelt
  - Patricia Neal - Tail Gunner Joe como Sen. Margaret Chase Smith
  - Susan Oliver - Amelia Earhart como Neta "Snookie" Snook
- 1978: Eva Le Gallienne - The Royal Family como Fanny Cavendish[6]
  - Tyne Daly - Intimate Strangers como Karen Renshaw
  - Patty Duke - A Family Upside Down como Wendy
  - Mariette Hartley - The Last Hurrah como Clare Gardiner
  - Cloris Leachman - It Happened One Christmas como Clara Oddbody
  - Viveca Lindfors - A Question of Guilt como Dr. Rosen
- 1979: Esther Rolle - Summer of My German Soldier como Ruth[7]
  - Ruby Dee - Roots: The Next Generations como Queen Haley
  - Colleen Dewhurst - Silent Victory: The Kitty O'Neil Story como Mrs. O'Neil
  - Eileen Heckart - Backstairs at the White House como Eleanor Roosevelt
  - Celeste Holm - Backstairs at the White House como Florence Harding

## Década de 1980
- 1980: Mare Winningham - Amber Waves como Marlene Burkhardt[8]
  - Eileen Heckart - F.D.R.: The Last Year como Eleanor Roosevelt
  - Patricia Neal - All Quiet on the Western Front como Mrs. Baumer
  - Carrie Nye - The Scarlett O'Hara War como Tallulah Bankhead
- 1981: Jane Alexander - Playing for Time como Alma Rose[9]
  - Colleen Dewhurst - The Women's Room como Val
  - Patty Duke - The Women's Room como Lily
  - Shirley Knight - Playing for Time como Maria Mandel
  - Piper Laurie - The Bunker como Magda Goebbels
- 1982: Penny Fuller - The Elephant Man como Madge Kendal[10]
  - Claire Bloom - Brideshead Revisited como Lady Marchmain
  - Judy Davis - A Woman Called Golda como Jovem Golda Meir
  - Vicki Lawrence - Eunice como Thelma "Mama" Harper
  - Rita Moreno - Portrait of a Showgirl como Rosella DeLeon
- 1983: Jean Simmons - The Thorn Birds como Fee Cleary[11]
  - Judith Anderson - Kennedy Center Tonight: Medea como Nurse
  - Polly Bergen - The Winds of War como Rhoda Henry
  - Bette Davis - Little Gloria... Happy at Last como Alice Gwynnne Vanderbilt
  - Piper Laurie - The Thorn Birds como Anne Mueller
- 1984: Roxana Zal – Something About Amelia como Amelia Bennett[12]
  - Beverly D'Angelo - A Streetcar Named Desire como Stella Kowalski
  - Patty Duke - George Washington como Martha Washington
  - Cloris Leachman - Ernie Kovacs: Between the Laughter como Mary Kovacs
  - Tuesday Weld - The Winter of Our Discontent como Margie Young-Hunt
- 1985: Kim Stanley - Cat on a Hot Tin Roof como Big Mama[13]
  - Penny Fuller - Cat on a Hot Tin Roof como Mae
  - Ann Jillian - Ellis Island como Nellie Byfield
  - Deborah Kerr - A Woman of Substance como Emma Harte
  - Alfre Woodard - Words by Heart como Claudie Sills
- 1986: Colleen Dewhurst - Between Two Women como Barbara Petherton[14]
  - Phyllis Frelich - Love Is Never Silent como Janice Ryder
  - Dorothy McGuire - Amos como Hester Farrell
  - Vanessa Redgrave - Peter the Great como Sofia Alexeievna da Rússia
  - Sylvia Sidney - An Early Frost como Beatrice McKenna
- 1987: Piper Laurie - Promise como Annie Gilbert[15]
  - Claudette Colbert - The Two Mrs. Grenvilles como Alice Grenville
  - Olivia de Havilland - Anastasia: The Mystery of Anna como Maria Feodorovna
  - Christine Lahti - Amerika como Althea Milford
  - Elizabeth Wilson - Nutcracker: Money, Madness and Murder como Berenice Bradshaw
- 1988: Jane Seymour - Onassis: The Richest Man in the World como Maria Callas[16]
  - Stockard Channing - Echoes in the Darkness como Susan Reinert
  - Ruby Dee - Lincoln como Elizabeth Keckley
  - Julie Harris - The Woman He Loved como Alice
  - Lisa Jacobs - The Attic: The Hiding of Anne Frank como Anne Frank
- 1989: Colleen Dewhurst - Those She Left Behind como Margaret Page[17]
  - Peggy Ashcroft - A Perfect Spy como Miss Duber
  - Polly Bergen - War and Remembrance como Rhoda Henry
  - Glenne Headly - Lonesome Dove como Elmira Johnson
  - Paula Kelly - The Women of Brewster Place como Theresa

## Década de 1990
- 1990: Eva Marie Saint - People Like Us como Lil Van Degan Altemus[18]
  - Stockard Channing - Perfect Witness como Liz Sappersteincomo
  - Colleen Dewhurst - Lantern Hill como Hepzibah
  - Swoosie Kurtz - The Image como Joanne Winstow-Darvish
  - Irene Worth - The Shell Seekers como Dolly Keeling
- 1991: Ruby Dee - Decoration Day como Rowena[19]
  - Olympia Dukakis - Lucky Day como Katherine Campbell
  - Vanessa Redgrave - Young Catherine como Isabel da Rússia
  - Doris Roberts - The Sunset Gang como Mimi Finklestein
  - Elaine Stritch - An Inconvenient Woman como Rose
- 1992: Amanda Plummer - Miss Ross White como Lusia[20]
  - Anne Bancroft - Broadway Bound como Kate Jerome
  - Bibi Besch - Doing Time on Maple Drive como Lisa Carter
  - Penny Fuller - Miss Rose White como Miss Kate Ryan
  - Maureen Stapleton - Miss Rose White como Tanta Perla
- 1993: Mary Tyler Moore - Stolen Babies como Georgia Tann[21]
  - Ann-Margret - Alex Haley's Queen como Sally Jackson
  - Lee Grant - Citizen Cohn como Dora Cohn
  - Peggy McCay - Woman on the Run: The Lawrencia Bembenek Story como Virginia Bembenek
  - Joan Plowright - Stalin como Olga
- 1994: Cicely Tyson - Oldest Living Confederate Widow Tells All como Castalia[22]
  - Anne Bancroft - Oldest Living Confederate Widow Tells All como Lucy Marsden
  - Lee Purcell - Secret Sins of the Father como Ann Theilman
  - Lily Tomlin - And the Band Played On como Drª Selma Dritz
  - Swoosie Kurtz - And the Band Played On como Mrs. Johnstone
- 1995: empate[23]
  - Judy Davis - Serving in Silence: The Margarethe Cammermeyer Story como Diane
  - Shirley Knight - Indictment: The McMartin Trial como Peggy Buckey
    - Sônia Braga - The Burning Season como Regina de Carvalho
    - Sissy Spacek - The Good Old Boys como Spring Renfro
    - Sada Thompson - Indictment: The McMartin Trial como Virginia McMartin
- 1996: Greta Scacchi - Rasputin: Dark Servant of Destiny como Czarina Alexandra Romanova[24]
  - Kathy Bates - The Late Shift como Helen Kushnick
  - Diana Scarwid - Truman como Bess Truman
  - Mare Winningham - The Boys Next Door como Sheila
  - Alfre Woodard - Gulliver's Travel como Rainha des Brobdingnag
- 1997: Diana Rigg - Rebecca como Mrs. Danvers[25]
  - Kirstie Alley - The Last Don como Rose Marie Clericuzio
  - Bridget Fonda - In the Gloaming como Anne
  - Glenne Headly - Bastard out of Carolina como Tante Ruth
  - Frances McDormand - Hidden in America como Gus
- 1998: Mare Winningham - George Wallace como Lurleen Wallace[26]
  - Helena Bonham Carter - Merlin como Morgane
  - Julie Harris - Ellen Foster como Leonora Nelson
  - Judith Ivey - What the Deaf Man Heard como Lucille
  - Angelina Jolie - George Wallace como Cornelia Wallace
- 1999: Anne Bancroft - Deep in My Heart como Gerry Eileen Cummins[27]
  - Jacqueline Bisset - Joan of Arc como Isabelle d'Arc
  - Olympia Dukakis - Joan of Arc como Mère Babette
  - Bebe Neuwirth - Dash and Lilly como Dorothy Parker
  - Cicely Tyson - A Lesson Before Dying como Tante Lou
  - Dianne Wiest - The Simple Life of Noah Dearborn como Sarah McClellan

## Década de 2000
- 2000: Vanessa Redgrave - If These Walls Could Talk 2 como Edith Tree [28]
  - Kathy Bates - Annie como Agatha Hannigan
  - Elizabeth Franz - Death of a Salesman como Linda Loman
  - Melanie Griffith - RKO 281 como Marion Davies
  - Maggie Smith - David Copperfield como Betsey Trotwood
- 2001: Tammy Blanchard - Life with Judy Garland: Me and My Shadows como Judy Garland jovem[29]
  - Anne Bancroft - Haven como Mama Gruber
  - Brenda Blethyn - Anne Frank: The Whole Story como Auguste Van Pels
  - Holly Hunter - Things You Can Tell Just by Looking at Her como Rebecca Waynon
  - Audra McDonald - Wit como Susie Monahan
- 2002: Stockard Channing - The Matthew Shephard Story como Judy Shepard[30]
  - Joan Allen - The Mists of Avalon como Morgause
  - Anjelica Huston - The Mists of Avalon como Viviane
  - Diana Rigg - Victoria and Albert como Baronne Louise Lehzen
  - Sissy Spacek - Last Call como Zelda Fitzgerald
- 2003: Gena Rowlands - Hysterical Blindness como Virginia Miller[31]
  - Juliette Lewis - Hysterical Blindness como Beth Tocyznski
  - Anne Bancroft - The Roman Spring of Mrs. Stone como Contessa
  - Kathy Baker - Door to Door como Gladys Sullivan
  - Helen Mirren - Door to Door como Mrs. Porter
- 2004: Mary-Louise Parker - Angels in America como Harper Hitt[32]
  - Julie Andrews - Eloise at Christmastime como Nanny
  - Anne Heche - Gracie's Choice como Rowena Larson
  - Anjelica Huston - Iron Jawed Angels como Carrie Chapman Catt
  - Angela Lansbury - The Blackwater Lightship como Dora
- 2005: Jane Alexander - Warm Springs como Sara Roosevelt[33]
  - Kathy Bates - Warm Springs como Helena Mahoney
  - Camryn Manheim - Elvis como Gladys Presley
  - Charlize Theron - The Life and Death of Peter Sellers como Britt Ekland
  - Joanne Woodward - Empire Falls como Francine Whiting
- 2006: Kelly Macdonald - The Girl in the Café como Gina[34]
  - Ellen Burstyn - Mrs. Harris como Guerda Stedman
  - Shirley Jones - Hidden Places como Aunt Batty
  - Cloris Leachman - Mrs. Harris como Pearl Schwartz
  - Alfre Woodard - The Water Is Wide como Mrs. Brown
- 2007: Judy Davis – The Starter Wife como Joan McAllister[35]
  - Toni Collette - Tsunami: The Aftermath como Kathy Graham
  - Samantha Morton - Longford como Myra Hindley
  - Anna Paquin - Bury My Heart at Wounded Knee como Elaine Goodale
  - Greta Scacchi - Broken Trail como Mrs. Bika Johns
- 2008: Eileen Atkins - Cranford como Deborah Jenkyns[36]
  - Laura Dern - Recount como Katherine Harris
  - Ashley Jensen - Extras: The Extra Special Series Finale como Maggie Jacobs
  - Audra McDonald - A Raisin in the Sun como Ruth Younger
  - Alfre Woodard - Pictures of Hollis Woods como Edna Reilly
- 2009: Shohreh Aghdashloo - House of Saddam como Sajida Khairallah Talfah[37]
  - Marcia Gay Harden - The Courageous Heart of Irena Sendler como Janina Krzyzanowska
  - Janet McTeer - Into the Storm como Clementine Churchill
  - Jeanne Tripplehorn - Grey Gardens como Jacqueline Kennedy Onassis
  - Cicely Tyson - Relative Stranger como Pearl

## Década de 2010
- 2010: Julia Ormond - Temple Grandin como Eustacia Grandin[38]
  - Kathy Bates - Alice como Rainha de Copas
  - Catherine O'Hara - Temple Grandin como Tante Anne
  - Susan Sarandon - You Don't Know Jack como Janet Good
  - Brenda Vaccaro - You Don't Know Jack como Margo Janus
- 2011: Maggie Smith - Downton Abbey como Violet Crawley[39]
  - Eileen Atkins - Upstairs, Downstairs como Maud
  - Melissa Leo - Mildred Pierce como Lucy Gessler
  - Mare Winningham - Mildred Pierce como Ida Corwin
  - Evan Rachel Wood - Mildred Pierce como Veda Pierce
- 2012: Jessica Lange - American Horror Story como Constance Langdon[40]
  - Frances Conroy - American Horror Story como Moira O'Hara
  - Judy Davis - Page Eight como Jill Tankard
  - Sarah Paulson - Game Change como Nicolle Wallace
  - Mare Winningham - Hatfields & McCoys como Sally McCoy
- 2013: Ellen Burstyn - Political Animals como Margaret Barrish Worthington[41]
  - Sarah Paulson - American Horror Story: Asylum como Lana Winters
  - Imelda Staunton - The Girl como Alma Reville
  - Charlotte Rampling - Restless como Eva Delectorskaya
  - Alfre Woodard - Steel Magnolias como Ouiser
- 2014: Kathy Bates - American Horror Story: Coven como Delphine LaLaurie[42]
  - Angela Bassett - American Horror Story: Coven como Marie Laveau
  - Frances Conroy - American Horror Story: Coven como Myrtle Snow
  - Ellen Burstyn - Flowers in the Attic como Olivia Foxworth
  - Julia Roberts - The Normal Heart como Drª. Emma Brookner
  - Allison Tolman - Fargo como Molly Solverson
- 2015: Regina King - American Crime como Aliyah Shadeed[43]
  - Sarah Paulson - American Horror Story: Freak Show como Dot & Bette Tattler
  - Angela Bassett - American Horror Story: Freak Show como Desiree Dupree
  - Kathy Bates - American Horror Story: Freak Show como Ethel Darling
  - Zoe Kazan - Olive Kitteridge como Denise Thibodeau
  - Mo'Nique - Bessie como Ma Rainey
- 2016: Regina King - American Crime como Terri LaCroix[44]
  - Kathy Bates - American Horror Story: Hotel como Iris
  - Sarah Paulson - American Horror Story: Hotel como Sally McKenna
  - Olivia Colman - The Night Manager como Angela Burr
  - Melissa Leo - All the Way como Lady Bird Johnson
  - Jean Smart - Fargo como Floyd Gerhardt
- 2017: Laura Dern - Big Little Lies como Renata Klein[45]
  - Judy Davis - Feud: Bette and Joan como Hedda Hopper
  - Jackie Hoffman - Feud: Bette and Joan como Mamacita
  - Regina King - American Crime como Kimara Walters
  - Michelle Pfeiffer - The Wizard of Lies como Ruth Madoff
  - Shailene Woodley - Big Little Lies como Jane Chapman
- 2018: Merritt Wever - Godless como Mary Agnes McNue[46]
  - Sara Bareilles - Jesus Christ Superstar Live in Concert como Maria Madalena
  - Penélope Cruz - The Assassination of Gianni Versace: American Crime Story como Donatella Versace
  - Judith Light - The Assassination of Gianni Versace: American Crime Story como Marilyn Miglin
  - Adina Porter - American Horror Story: Cult como Beverly Hope
  - Letitia Wright - Black Mirror: Black Museum como Nish
- 2019: Patricia Arquette - The Act como Dee Dee Blanchard[47]
  - Marsha Stephanie Blake - When They See Us como Linda McCray
  - Vera Farmiga - When They See Us como Elizabeth Lederer
  - Patricia Clarkson - Sharp Objects como Adora Crellin
  - Margaret Qualley - Fosse/Verdon como Ann Reinking
  - Emily Watson - Chernobyl como Ulana Khomyuk

## Década de 2020
2020: Uzo Aduba - Mrs. America como Shirley Chisholm
- Toni Collette - Unbelievable como Det. Grace Rasmussen
- Margo Martindale - Mrs. America como Bella Abzug
- Jean Smart - Watchmen como Laurie Blake
- Holland Taylor - Hollywood como Ellen Kincaid
- Tracey Ullman - Mrs. America como Betty Friedan

2021: Julianne Nicholson - Mare of Easttown como Lori Ross
- Jean Smart - Mare of Easttown como Helen
- Kathryn Hahn - WandaVision como Agatha Harkness
- Phillipa Soo - Hamilton como Eliza Hamilton
- Reneé Elise Goldsberry - Hamilton como Angelica Schuyler
- Moses Ingram - The Queen's Gambit como Jolene

2022: Jennifer Coolidge - The White Lotus como Tanya McQuoid 
- Connie Britton - The White Lotus como Nicole Mossbacher
- Alexandra Daddario - The White Lotus como Rachel Patton
- Natasha Rothwell - The White Lotus como Belinda
- Sydney Sweeney - The White Lotus como Olivia Mossbacher
- Kaitlyn Dever - Dopesick como Betsy Mallum
- Mare Winningham - Dopesick como Diane Mallum

2023: Niecy Nash - Dahmer – Monster: The Jeffrey Dahmer Story como Glenda Cleveland 
- Maria Bello - Beef como Jordan Foster
- Juliette Lewis - Welcome to Chippendales como Denise
- Claire Danes - Fleishman Is in Trouble como Rachel Fleishman
- Merritt Wever - Tiny Beautiful Things como Frankie Pierce
- Camila Morrone - Daisy Jones & The Six como Camila Alvarez-Dunne
- Annaleigh Ashford - Welcome to Chippendales como Irene Banerjee

2024: Jessica Gunning - Baby Reindeer como Martha Scott 
- Dakota Fanning - Ripley como Marge Sherwood
- Lily Gladstone - Under the Bridge com Cam Bentland
- Aja Naomi King - Lessons in Chemistry como Harriet Sloane
- Diane Lane - Feud: Capote vs. The Swans como Slim Keith
- Nava Mau - Baby Reindeer como Teri
- Kali Reis - True Detective: Night Country como Detetive Evangeline Navarro